# NGC 2854
NGC 2854 (również PGC 26631 lub UGC 4995) – galaktyka spiralna z poprzeczką (SBb), znajdująca się w gwiazdozbiorze Wielkiej Niedźwiedzicy. Odkrył ją William Herschel 9 marca 1788 roku.
Oddziałuje grawitacyjnie z sąsiednią NGC 2856. Obie te galaktyki stanowią obiekt Arp 285 w Atlasie Osobliwych Galaktyk Haltona Arpa i znajdują się w odległości około 127 milionów lat świetlnych od Ziemi.